# エアー (小説)
『エアー』は、梶山季之の長編小説。1970年「スポーツニッポン」連載。文庫化の際に『亭主関白・志願』『試用女房･募集』と改題。

## 内容
結婚と夫婦中における「亭主権」をテーマに人生の哀歓を描く。

## 登場人物
- 浜口慎之介 - 広告代理店のコピーライター。
- 高島 - 先輩コピーライター。慎之介より十歳年上で妻子持ち。
- 三井弘子 - 慎之介の高校時代の同級生。
- 土橋邦男 - 同じく高校時代の同級生。 証券会社勤務。
- 俵英二郎 - 同じ。コメディアン。
- 平沢 - 同じ。
- 水田 - 慎之介の高校時代の恩師。

## 書誌情報
- 『エアー 前編』『エアー 後編』（集英社 1971年）
- 『亭主関白・志願』『試用女房･募集』（集英社文庫 1988年）